# Bathythrix pilosa
Bathythrix pilosa är en stekelart som först beskrevs av Tohru Uchida 1932.  Bathythrix pilosa ingår i släktet Bathythrix och familjen brokparasitsteklar. Inga underarter finns listade.